# Premio letterario Konrad-Adenauer-Stiftung
Il Premio letterario Konrad-Adenauer-Stiftung è un riconoscimento tedesco attribuito annualmente all'autore in grado di coniugare qualità estetica e letteraria a importanza politica e sociale.
Istituito nel 1993 dalla fondazione Konrad-Adenauer-Stiftung dall'allora presidente Bernhard Vogel, assegna al vincitore un riconoscimento di 20000 euro.

## Albo d'oro[5]
- 1993 Sarah Kirsch
- 1994 Walter Kempowski
- 1995 Hilde Domin
- 1996 Günter de Bruyn
- 1997 Thomas Hürlimann
- 1998 Hartmut Lange
- 1999 Burkhard Spinnen
- 2000 Louis Begley
- 2001 Norbert Gstrein
- 2002 Adam Zagajewski
- 2003 Patrick Roth
- 2004 Herta Müller
- 2005 Wulf Kirsten
- 2006 Daniel Kehlmann
- 2007 Petra Morsbach
- 2008 Ralf Rothmann
- 2009 Uwe Tellkamp
- 2010 Cees Nooteboom
- 2011 Arno Geiger
- 2012 Tuvia Rübner
- 2013 Martin Mosebach
- 2014 Rüdiger Safranski
- 2015 Marica Bodrožić
- 2016 Michael Kleeberg
- 2017 Michael Köhlmeier
- 2018 Mathias Énard[6]
- 2019 Husch Josten[7]
- 2020 Hans Pleschinski[8]
- 2021 Non assegnato a causa della pandemia di COVID-19
- 2022 Barbara Honigmann[9]
- 2023 Lutz Seiler[10]
- 2024 Ulrike Draesner[11]
- 2025 Iris Wolff[12]